# Comme un poisson dans l'eau
Cet article concerne le film français d'André Michel sorti en 1962. Pour film américain de Jim Wilson sorti en 1996, voir Comme un poisson dans l'eau.
Comme un poisson dans l'eau est un film d'André Michel sorti en 1962.

## Synopsis
Les mésaventures d'un jeune homme qui aspire à devenir marin.

## Fiche technique
- Réalisation : André Michel
- Dialogue : Pierre Corti et Remo Forlani
- Sociétés de production : Cinetel; La Lanterne magique; Les Films de la Sirène et Silver Films
- Directeur de production : Bernard Deflandre
- Directeur de la photographie : Jean-Louis Picavet
- Musique : Michel Legrand
- Pays de production :  France
- Date de sortie : 1962

## Distribution
- Philippe Noiret : Lucien Berlemont
- Berthe Grandval : Marie-Angeline # 1
- Catherine Le Couey : Marie-Angeline # 2
- René Lefèvre : Dumesnil
- Annette Poivre : Marcelle
- Mayo

## Autour du film
- Paris
  - Nombre total d'entrées en salles en fin d'exclusivité: 17 153 entrées (sur un nombre de 22 salles, de 4 semaines d'exploitation)
- France
  - Nombre total d'entrées en salles en fin d'exclusivité : 28 344 entrées (sur un nombre de 148 salles)